# چاه شماره ۱ حضرت قلی
چاه شماره ۱ حضرت قلی یک منطقهٔ مسکونی در ایران است که در دهستان تکاب کوه‌میش واقع شده‌است. چاه شماره ۱ حضرت قلی ۶ نفر جمعیت دارد.